# Ґлухово (Куявсько-Поморське воєводство)
Ґлухово (пол. Głuchowo, нім. Glauchau) — село в Польщі, у гміні Хелмжа Торунського повіту Куявсько-Поморського воєводства.
Населення — 592 особи (2011).
У 1975-1998 роках село належало до Торунського воєводства.

## Демографія
Демографічна структура станом на 31 березня 2011 року:
|          | Загалом | Допрацездатний вік | Працездатний вік | Постпрацездатний вік |
| -------- | ------- | ------------------ | ---------------- | -------------------- |
| Чоловіки | 306     | 73                 | 208              | 25                   |
| Жінки    | 286     | 59                 | 173              | 54                   |
| Разом    | 592     | 132                | 381              | 79                   |